# Amir Hossein Sadeghi
Amir Hossein Sadeghi (Teheran, 6 september 1981) is een Iraans voetballer die als verdediger speelt voor Esteghlal FC in de Iran Pro League. In 2005 debuteerde hij in het Iraans voetbalelftal.

## Clubcarrière
In 2003 maakte Sadeghi zijn debuut voor Esteghlal FC. Op het seizoen 2008/09 (verhuur aan Sanat Mes FC) en 2011/12 (Tractor Sazi FC) na, ging hij hier niet meer weg. Inmiddels staat hij op meer dan 200 wedstrijden voor Esteghlal FC.

### Statistieken
| Seizoen                    | Club            | Land   | Competitie      | Wed. | Goals |
| -------------------------- | --------------- | ------ | --------------- | ---- | ----- |
| 2003/04                    | Esteghlal FC    | Iran   | Iran Pro League | 15   | 1     |
| 2004/05                    | Esteghlal FC    | Iran   | Iran Pro League | 23   | 0     |
| 2005/06                    | Esteghlal FC    | Iran   | Iran Pro League | 24   | 3     |
| 2006/07                    | Esteghlal FC    | Iran   | Iran Pro League | 25   | 2     |
| 2007/08                    | Esteghlal FC    | Iran   | Iran Pro League | 26   | 1     |
| 2008/09                    | Esteghlal FC    | Iran   | Iran Pro League | 0    | 0     |
| 2008/09                    | → Sanat Mes FC  | Iran   | Iran Pro League | 30   | 1     |
| 2009/10                    | Esteghlal FC    | Iran   | Iran Pro League | 28   | 3     |
| 2010/11                    | Esteghlal FC    | Iran   | Iran Pro League | 25   | 1     |
| 2011/12                    | Tractor Sazi FC | Iran   | Iran Pro League | 30   | 2     |
| 2012/13                    | Esteghlal FC    | Iran   | Iran Pro League | 33   | 0     |
| 2013/14                    | Esteghlal FC    | Iran   | Iran Pro League | 29   | 1     |
| Totaal                     | Totaal          | Totaal | Totaal          | 288  | 15    |
| Bijgewerkt tot 21 mei 2014 |                 |        |                 |      |       |

## Interlandcarrière
In 2005 debuteerde Sadeghi voor Iran, tegen Bosnië-Herzegovina. In mei 2014 maakte bondscoach Carlos Queiroz bekend hem te zullen selecteren voor de preselectie van Iran voor het wereldkampioenschap in Brazilië.
| Interlands van Amir Hossein Sadeghi voor Iran | Interlands van Amir Hossein Sadeghi voor Iran | Interlands van Amir Hossein Sadeghi voor Iran | Interlands van Amir Hossein Sadeghi voor Iran | Interlands van Amir Hossein Sadeghi voor Iran | Interlands van Amir Hossein Sadeghi voor Iran |
| №                                             | Datum                                         | Wedstrijd                                     | Uitslag                                       | Soort Wedstrijd                               | Doelpunten                                    |
| Als speler bij Esteghlal FC                   | Als speler bij Esteghlal FC                   | Als speler bij Esteghlal FC                   | Als speler bij Esteghlal FC                   | Als speler bij Esteghlal FC                   | Als speler bij Esteghlal FC                   |
| --------------------------------------------- | --------------------------------------------- | --------------------------------------------- | --------------------------------------------- | --------------------------------------------- | --------------------------------------------- |
| 1.                                            | 2 februari 2005                               | Iran – Bosnië en Herzegovina                  | 2 – 1                                         | Vriendschappelijk                             | 0                                             |
| 2.                                            | 8 augustus 2006                               | Iran – V.A.E.                                 | 1 – 0                                         | Vriendschappelijk                             | 0                                             |
| 3.                                            | 16 augustus 2006                              | Iran – Syrië                                  | 1 – 1                                         | Azië Cup 2007 kwalificatie                    | 0                                             |
| 4.                                            | 6 september 2006                              | Syrië – Iran                                  | 0 – 2                                         | Azië Cup 2007 kwalificatie                    | 0                                             |
| 5.                                            | 15 november 2006                              | Iran – Zuid-Korea                             | 2 – 0                                         | Azië Cup 2007 kwalificatie                    | 0                                             |
| 6.                                            | 7 februari 2007                               | Iran – Wit-Rusland                            | 2 – 2                                         | Vriendschappelijk                             | 0                                             |
| 7.                                            | 24 maart 2007                                 | Qatar – Iran                                  | 0 – 1                                         | Vriendschappelijk                             | 0                                             |
| 8.                                            | 2 juni 2007                                   | Mexico – Iran                                 | 4 – 0                                         | Vriendschappelijk                             | 0                                             |
| Als speler bij Tractor Sazi FC                |                                               |                                               |                                               |                                               |                                               |
| 9.                                            | 4 juni 2013                                   | Qatar – Iran                                  | 0 – 1                                         | WK Kwalificatie                               | 0                                             |
| 10.                                           | 18 juni 2013                                  | Zuid-Korea – Iran                             | 0 – 1                                         | WK Kwalificatie                               | 0                                             |
| Als speler bij Esteghlal FC                   |                                               |                                               |                                               |                                               |                                               |
| 11.                                           | 19 november 2013                              | Libanon – Iran                                | 4 – 1                                         | Kwalificatie Azië Cup                         | 1                                             |
| 12.                                           | 5 maart 2014                                  | Iran – Guinee                                 | 1 – 2                                         | Vriendschappelijk                             | 0                                             |
| 13.                                           | 18 mei 2014                                   | Iran – Wit-Rusland                            | 0 – 0                                         | Vriendschappelijk                             | 0                                             |
| 14.                                           | 26 mei 2014                                   | Montenegro − Iran                             | 0 − 0                                         | Vriendschappelijk                             | 0                                             |
| 15.                                           | 8 juni 2014                                   | Trinidad en Tobago − Iran                     | 0 − 2                                         | Vriendschappelijk                             | 0                                             |
| 16.                                           | 16 juni 2014                                  | Iran − Nigeria                                | 0 − 0                                         | WK 2014                                       | 0                                             |
| 17.                                           | 21 juni 2014                                  | Argentinië − Iran                             | 1 − 0                                         | WK 2014                                       | 0                                             |
| 18.                                           | 25 juni 2014                                  | Bosnië en Herzegovina − Iran                  | 3 − 1                                         | WK 2014                                       | 0                                             |
| 19.                                           | 15 januari 2015                               | Qatar − Iran                                  | 0 − 1                                         | Azië Cup 2015                                 | 0                                             |
| 20.                                           | 31 maart 2015                                 | Zweden − Iran                                 | 3 − 1                                         | Vriendschappelijk                             | 0                                             |